# 想 (ゲーム会社)
株式会社 想は、北海道札幌市白石区に所在するソフトウェア製作会社である。

## 概要
創業は1997年3月1日。「自分の家族に楽しんでもらいたいソフト」の制作を目指しているゲーム会社である。社内でスコティッシュフォールドを飼っており、現在の企業ロゴに猫を採用している。
主に医療関係者や福祉関係者と協力してゲーム開発を行っている。本社社員が札幌デジタル専門学校の講師として在籍時に日鋼記念病院と共同開発していたがん治療患者のイメージ療法ゲームソフト「プロテクトライフ」を本社設立後も開発していた。体内の免疫防御機構をCGで視覚化させたもので、マウスやコントローラでがん細胞を攻撃して患者の闘病意欲を高める目的のソフトだったが、実用には至らなかった。また、デイサービス向けに歩行訓練ソフト「さんぽ気分」を開発した。マット上で足踏みを行うとモニターに映し出される実写映像が切り変わるというもの。小樽商科大学の准教授や札幌市内の社会福祉法人と協力し、安全面に改良を行い「あしぶみさんぽ」というタイトルに変更して開発を継続している。現在は札幌市内の一部デイサービスで試験運用されており、札幌市内で行われている健康機器や福祉機器の展示会に毎年出展しているが、未だ実用化はされていない。
一般流通ソフトの開発として、タカラトミーの販売するお絵かきボード「せんせい」のWiiウェア版の開発を担当（2010年配信）。2016年にはニンテンドー3DS用ダウンロードソフトとして『CahiEr 〜飼い絵〜』を配信し、初めて自社ブランドでのタイトルをリリースした。
販売タイトルの収益の一部を動物愛護団体に寄付すると公式サイト上で表明しており、平成28年度の寄付金額の報告が行われたが「NPO法人」としか明記されておらず具体的な寄付先は不透明である。

## 開発タイトル
実際にリリースされているもののみ記載する。
- かく!うごく!つかまえる!せんせいWii（Wiiウェア、発売元：タカラトミー）
- お絵かきを飼うソフト CahiEr ～飼い絵～ 水そうバージョン（ニンテンドー3DSダウンロードソフト）